# Count Your Lucky Stars
Count Your Lucky Stars (chinês simplificado: 我好喜欢你, pinyin: Wǒ Hǎo Xǐ Huān Nǐ), ou Conte Suas Estrelas da Sorte, é uma série de televisão chinesa exibido pelo Youku e Mango TV de 3 de agosto a 3 de setembro de 2020, estrelada por Shen Yue e Jerry Yan.

## Enredo
Lu Xingcheng (Jerry Yan) é o editor-chefe de uma conhecida revista. Apesar de ser conhecido por ser arrogante, Lu Xingcheng já era considerado um especialista no mundo da moda. Além disso, ele também é um homem de muita sorte e está acostumado a ter tudo o que deseja.
Enquanto isso, Tong Xiaoyou (Shen Yue) é um estilista menos famoso e costuma ter azar. Até que um dia, seu destino foi trocado em um instante por causa de um beijo acidental. Lu Xingcheng perdeu tudo, enquanto Tong Xiaoyou de repente ficou famoso.

## Elenco

### Elenco principal
- Shen Yue como Tong Xiaoyou
- Jerry Yan como Lu Xingcheng

### Elenco de apoio
- Jackie Li como Song Ruru
- Miles Wei como Lu Yanzhi
- Shen Yao como Wen Xi
- Wang Sen como Mu Yang
- Li Yu Yang como Jiang Yan
- Yu Si Lu como Sarah Lin
- Eddie Cheung como Lu Ren
- Lily Tien como Cheng Pei Yu (mãe de Yan Zhi)
- Kathy Chow como Ye Mang

## Transmissão internacional
- Na Indonésia, Count Your Lucky Stars está disponível para streaming online via Viu,[4] RCTI+,[5] e Vision+.[6]
- Nas Filipinas, Count Your Lucky Stars irá ao ar no Canal Kapamilya e A2Z em 2021.